# E2-E4
Albums de Manuel Göttsching
Inventions for Electric Guitar
(1975) Dream and Desire
(1991)
E2-E4 est un album studio solo du musicien Manuel Göttsching, enregistré le 12 décembre 1981 à Berlin, et sorti en 1984. L'album comprend un unique morceau de musique électronique répétitive séquencée qui s'étire sur pratiquement une heure. Il porte le nom d'une fameuse ouverture aux échecs, l'ouverture du pion roi, écrit en notation algébrique. Le titre peut faire également référence à la guitare, dont les cordes s'accordent de la plus grave (E2) à la plus aiguë (E4).
Bien que l'album, de par sa durée et la continuité du morceau qui y figure, paraisse spécialement adapté au support du CD, il a à l'origine été publié en disque vinyle, avec donc une coupure au milieu du morceau afin de le répartir sur les deux faces du disque. Une édition CD de E2-E4 voit le jour seulement en 1989 et présente alors pour la première fois l'œuvre dans sa continuité et son intégralité, la version vinyle étant en effet écourtée de quelques minutes.

## Création
Göttsching, dans une interview avec Ben Ferguson, raconte avoir enregistré E2-E4 d'une seule traite lors d'une session improvisée au retour d'une tournée de concerts avec Klaus Schulze, sans avoir en tête à ce moment-là l'idée d'un album. Étonné par le résultat et après réflexion, il se décide ultérieurement à le publier tel quel, sans aucune modification.
« I didn’t change anything afterwards. I didn’t do any overdubs. I didn’t do any edits. I didn’t change anything, not even equalizing or something like that. I just left it as it was. »
— Manuel Göttsching
 , Red Bull Music Academy Daily

« Je n'ai rien changé par la suite. Je n'ai pas fait d'overdubs. Je n'ai fait aucun montage. Je n'ai rien changé, pas même une égalisation ou quelque chose comme ça. Je l'ai laissé tel quel. »
— Red Bull Music Academy Daily
Deux années plus tard, lorsque son ancien collègue Klaus Schulze lui fait part de son intention de lancer un petit label de musique nommé Inteam, Göttsching lui propose de publier E2-E4. L'album sort en 1984. Le morceau, qui dure près d'une heure, doit être séparé en deux pour figurer sur les deux faces du disque. L'édition CD ultérieure (en 1989) permettra l'écoute entière de l'œuvre sans discontinuité.

## Sous-titres
La pochette de l'album mentionne neuf sous-titres avec une indication approximative des durées arrondies à la minute. La version CD ne possède ainsi qu'une seule piste, tandis que sur le vinyle les sous-titres 1 à 4 se réfèrent à la face A et les sous-titres 5 à 9 à la face B.
| E2-E4 | E2-E4                                 | E2-E4 | E2-E4 | E2-E4 | E2-E4 | E2-E4 | E2-E4 | E2-E4 | E2-E4 |
| No    | Titre                                 | Durée |       |       |       |       |       |       |       |
| ----- | ------------------------------------- | ----- | ----- | ----- | ----- | ----- | ----- | ----- | ----- |
| 1.    | Ruhige Nervosität                     | 13:00 |       |       |       |       |       |       |       |
| 2.    | Gemäßigter Aufbruch                   | 10:00 |       |       |       |       |       |       |       |
| 3.    | ...Und Mittelspiel                    | 7:00  |       |       |       |       |       |       |       |
| 4.    | Ansatz                                | 1:00  |       |       |       |       |       |       |       |
| 5.    | Damen-Eleganza                        | 5:00  |       |       |       |       |       |       |       |
| 6.    | Ehrenvoller Kampf                     | 3:00  |       |       |       |       |       |       |       |
| 7.    | Hoheit Weicht (Nicht Ohne Schwung...) | 9:00  |       |       |       |       |       |       |       |
| 8.    | ...Und Souveränität                   | 3:00  |       |       |       |       |       |       |       |
| 9.    | Remis                                 | 3:00  |       |       |       |       |       |       |       |
| 58:38 |                                       |       |       |       |       |       |       |       |       |

Musique composée et interprétée par Manuel Göttsching

## Héritage
L'album a été désigné comme l'un des meilleurs des années 80, pour son rôle important dans le développement de la House music à la fin des années 80 et début des années 90, ainsi que les genres affiliés à la techno. E2-E4 a su s'inspirer de la musique minimaliste et répétitive de Terry Riley et Steve Reich pour produire une musique électronique dansante, qui connaîtra le succès dans le club new yorkais Paradise Garage, où E2-E4 est fréquemment joué dans les sets du DJ Larry Levan.  Le groupe italo house Sueño Latino échantillonne E2-E4 en 1989 sur son morceau « Sueño Latino », se rendant à Berlin pour obtenir l'autorisation de Göttsching. Derrick May, l'un des pionniers de la techno, a par la suite remixé le morceau Sueño Latino en 1992 montrant l'influence qu'a eu cette reprise sur le genre. 
En 1995, le duo allemand Basic Channel publie un remix de l'album, intitulé « e2e4 Basic Reshape » sur la compilation BCD.  
La séquence du morceau Computer Incantations for World Peace de Jean-Luc Ponty figurant sur son album Individual choice paru en 1983 présente quelques similitudes avec E2-E4, mais il n'y a pourtant aucun lien entre les deux. 
L'EP 45:33 de LCD Soundsystem s'inspire également de E2-E4.